# Schalihorn
Le Schalihorn (3 974 mètres) est un sommet des Alpes valaisannes, entre le Zinalrothorn et le Weisshorn.

## Géographie
Le Schalihorn est le plus haut sommet de la crête reliant le Weisshorn (4 505 m) et le Zinalrothorn (4 221 m). À l'ouest, il domine le glacier de Moming et le val de Zinal, à l'est, Täsch dans le Mattertal (Vallée de Zermatt).

## Alpinisme
- 1873 - Première ascension par Thomas Middlemore avec Johann Jaun et Christian Lauener, le 20 juillet
- 1921 - Ascension hivernale et à skis par Marcel Kurz